# Camino
Camino (Камино) — свободный браузер, основанный на ядре Gecko, развиваемый Mozilla Foundation и сотнями добровольцев.
Браузер основан на Firefox , однако обычный для Firefox интерфейс XUL заменён на интерфейс Cocoa, стандартный для Mac OS X. Браузер существует только в версии для Mac OS X и использует возможности этой операционной системы (технологии Spotlight, Address Book, Keychain, Finder, Dock, Bonjour, Services и System Preferences).
Camino не содержит каких-либо средств для работы с электронной почтой или создания веб-страниц. Как и другие проекты Mozilla Foundation, Camino использует ядро Gecko, был запланирован переход на WebKit, но в связи с нехваткой ресурсов в мае 2013 года было принято решение свернуть разработку проекта.

## Основные возможности
Среди отличительных особенностей версии 1.0 можно выделить:
- блокировку всплывающих окон (англ. pop-up);
- поддержку вкладок (англ. tabbed browsing) (несколько страниц в одном окне);
- повышенную заботу о безопасности;
- встроенную панель поиска в Google;
- автозаполнение форм из адресной книги;
- встроенный поиск по журналу посещённых страниц.

## История создания
В конце 2001 года Майк Пинкертон и Видур Апарао в составе Netscape Communications начали проект, целью которого была разработка браузера на основе ядра Gecko в виде Mac OS X Cocoa-приложения. В начале 2002 года к ним присоединился один из создателей Firefox (тогда называвшегося Phoenix) Дэйв Хайят. В итоге они создали приложение Chimera — небольшой и лёгкий браузер.
Первая доступная пользователям версия Chimera 0.1 была выпущена 13 февраля 2002 года. Ранние версии стали весьма популярны, благодаря высокой скорости работы, по сравнению с Internet Explorer 5.2, доминировавшим тогда в среде Mac OS X. Многие считали его самым быстрым браузером, однако он был менее функционален, чем другие.
Дэйв Хайят был нанят компанией Apple Computer для работы над будущим браузером Safari. Оставшаяся небольшая команда разработчиков и сотрудников отдела контроля качества смогли выпустить очередную версию программы к выставке MacWorld Expo в январе 2003 года. Однако, за два дня до неё, владелец Netscape, компания AOL решила полностью закрыть проект. Несмотря на это, 3 марта 2003 года оставшийся костяк команды Chimera выпустил Camino 0.7.
Название Chimera пришлось сменить на Camino по юридическим мотивам. Дело в том, что слово Chimera («Химера» из древнегреческой мифологии) было весьма популярно среди программ для работы с гипертекстом. Один из первых графических браузеров был назван Chimera, учёные из Калифорнийского университета в Ирвайне свою систему для работы с гипертекстом назвали так же.
В отличие от версии 0.7, которая была создана в основном командой Netscape, версия 0.8 стала, по словам ведущего разработчика Майка Пинкертона, триумфом открытого исходного кода и открытого процесса разработки: «Люди со всего света помогали нам с патчами, контролем качества, поиском ошибок, локализацией, графикой».
В феврале 2005 года один ведущих разработчиков Camino Джош Эас был принят на работу в Mozilla Foundation для улучшения поддержки Mac OS X в таких проектах как Firefox, Thunderbird и Mozilla Toolkit. Он полностью перешёл в Mozilla Foundation в мае 2005 года.
В сентябре 2005 года Пинкертон принял предложение Google, где он стал работать в команде новой компании.
Camino 1.0, вышедший 14 февраля 2006 года, благодаря усилиям ещё одного разработчика Марка Ментоваи, стал первым браузером семейства Mozilla, который поддерживал Universal binary, то есть работал на компьютерах Apple Macintosh как на базе IBM PowerPC, так и на базе Intel.

### История версий

#### До первой финальной версии
- 0.1 — 13 февраля 2002
- 0.2 — 6 апреля 2002
- 0.4 — 24 июля 2002
- 0.5 — 9 сентября 2002
- 0.6 — 5 ноября 2002
- 0.7 — 6 марта 2003
- 0.8 — 25 июня 2004
- 1.0 — 14 февраля 2006

#### Версия 1.0.1
Дата выхода: 2 мая 2006
Изменения в версии:
- исправлено несколько проблем с безопасностью, включая те, что были решены с выходом ядра Mozilla Gecko версии 1.8.0.3;
- Java Embedding Plugin обновлён до версии 0.9.5+d;
- улучшена система блокировки рекламы, особенно в немецкой версии;
- добавлена возможность открытия SVG-файлов с локального диска;
- исправлена ошибка, когда Camino при работе на Intel-Маках не мог прочесть информацию из Keychain, сохранённого Camino на PowerPC-Маках.

#### Версия 1.0.2
Дата выхода: 20 июня 2006
Изменения в версии:
- исправлено несколько проблем с безопасностью, включая те, что были решены с выходом ядра Mozilla Gecko версии 1.8.0.4;
- исправлена ошибка, при которой игнорировались файлы автоматической конфигурации прокси (PAC);
- исправлена ошибка, при которой метаданные закладок не индексировались в Spotlight;
- исправлена ошибка, при которой существенно замедлялась работа в сети с большим числом хостов Bonjour;
- исправлена ошибка, при которой игнорировалась настройка открытия ссылок из других приложений;
- исправлена ошибка отображения полей поиска на сайте apple.com.

#### Версия 1.0.3
Дата выхода: 14 сентября 2006
Изменения в версии:
- исправлено несколько проблем с безопасностью и стабильностью, включая те, что были решены с выходом ядра Mozilla Gecko версии 1.8.0.7;
- встроенный плагин Java обновлён до версии 0.9.5+g;
- команда «Восстановить стандартные параметры Camino» («Reset Camino…») теперь влияет и на свёрнутые окна;
- исправлена проблема, при которой команда Cmd+B (переход в закладки) не работала как переключатель в некоторых случаях;
- улучшена блокировка всплывающих окон.

#### Версия 1.0.4
Дата выхода: 7 марта 2007

#### Версия 1.0.5
Дата выхода: 20 июня 2007

#### Версия 1.5
Дата выхода: 5 июня 2007
Основные изменения:
- Требования к версии ОС: работа Camino 1.5 более не поддерживается в версии Mac OS X 10.2 Jaguar. При работе в Mac OS X 10.2 следует использовать серию Camino 1.0.х;
- Проверка орфографии использует словари Mac OS X и работает в текстовых полях на веб-страницах;
- Поиск RSS-потока: если на веб-странице доступен RSS или Atom поток, то в адресной строке отобразится соответствующий значок. Клик по нему приведёт к отправке потока в приложение для чтения потоков, установленное в системе;
- Восстановление сессии: страницы, открытые в Camino перед его закрытием (в том числе, перед аварийным закрытием приложения), могут быть автоматически открыты при следующем запуске программы;
- Улучшенная работа вкладок: добавлена новая опция, заставляющая страницу, которая должна открываться в новом окне, открываться в новой вкладке активного окна. При закрытии такой вкладки происходит возврат к исходной странице;
- Поддержка связки ключей Keychain: пароли теперь сохраняются в «Связке ключей» Mac OS X. Camino также может использовать теперь пароли, сохранённые в «Связке ключей» браузером Safari;
- Блокировка всплывающих окон: добавлено уведомление о попытке открытия всплывающего окна и новые возможности по контролю над всплывающими окнами;
- Улучшенная работа плагинов: появилась возможность блокировки всех плагинов;
- Блокировка Flash-анимации: новая опция позволяет запретить Flash-анимацию до тех пор, пока пользователь не кликнет на соответствующий значок;
- Увеличение размера окна: соответствующая системная кнопка в заголовке окна больше не разворачивает окно на весь экран, а увеличивает его размер так, чтобы в нём поместилось содержимое веб-страницы без полос прокруток, если это возможно, как в большинстве приложений Mac OS X;
- Загрузка файлов: добавлен новый значок в панель инструментов, позволяющий удалять загруженные файлы. Окно загрузок может автоматически очищаться при выходе из программы;
- Поиск: размер поля поиска в панели инструментов сделан изменяемым. Контекстное меню для выделенного на странице текста включает пункт «Поиск»;
- Работа с Cookie: появилась возможность принимать cookie только в текущей сессии;
- Изменения в интерфейсе: произведена реорганизация меню и клавиатурных сокращений. Переработана панель настроек;
- Новое ядро: осуществлён переход на ядро Mozilla Gecko версии 1.8.1, в котором исправлено множество ошибок и реализована поддержка JavaScript 1.7.

#### Версия 1.5.1
Дата выхода: 17 августа 2007
Основные изменения:
- Ядро Mozilla Gecko обновлено до версии 1.8.1.6, включающей несколько критических обновлений в области безопасности и стабильности;
- При переключении в настройки шрифтов китайского, японского и корейского языков лист «Дополнительно» устанавливает шрифты правильно;
- Исправлена ошибка, при которой Camino завершал свою работу при правом клике на некоторые меню на веб-страницах;
- Предупреждения и подтверждения, появляющиеся в то время, пока Camino скрыт, теперь нормально отображаются, когда приложение вновь доступно;
- Предложенные исправления в контекстных меню теперь отображаются на правильных языках в локализованных версиях Camino;
- Camino больше не заполняет автоматически пароли в заблокированных полях ввода;
- Улучшена блокировка рекламы.

#### Версия 1.0.6
Дата выхода: 20 августа 2007

#### Версия 1.5.2
Дата выхода: 19 октября 2007
Основные изменения:
- Ядро Mozilla Gecko обновлено до версии 1.8.1.8, включающей несколько критических обновлений в области безопасности и стабильности;
- Camino больше не останавливает загрузку страниц или открытие окон, если встречаются большие списки загрузки или повреждённые значки сайтов;
- При просмотре исходного кода фрейма Camino использует данные кеша, вместо нового обращения к странице;
- Когда код JavaScript переводит фокус на свёрнутое окно, Camino корректно восстанавливает его из «Дока» (Dock);
- Страницы, которые производят действия, когда вкладка или окно закрыто, теперь работают правильно;
- Camino больше не кэширует значки сайтов для локальных файлов;
- Функция блокировки Flash-анимации использует обновлённую версию Flashblock 1.5.4.1;
- Плагин Java Embedding обновлён до версии 0.9.6.3;
- Улучшена блокировка рекламы.